# Lee Woo-seok
Lee Woo-seok (n. 7 august 1997, Incheon, Coreea de Sud) este un arcaș ce a reprezentat Coreea de Sud, medaliat olimpic. A participat la o ediție a Jocurilor Olimpice (2024) în care a câștigat o medalie de aur și o medalie de bronz.